# Canton de Pontoise
Le canton de Pontoise est une division administrative française, située dans le département du Val-d'Oise et la région Île-de-France.
À la suite du redécoupage cantonal de 2014, les limites territoriales du canton sont remaniées. Le nombre de communes du canton passe de 1 à 32.

## Histoire
Par décret du 17 février 2014, le nombre de cantons du département est divisé par deux, avec mise en application aux élections départementales de mars 2015. Le canton de Pontoise est conservé et s'agrandit. Il passe de 1 à 32 communes.

## Représentation

### Conseillers généraux de 1833 à 1967 (Seine-et-Oise) et de 1967 à 2015 (Val-d'Oise)
| Période      | Période       | Identité                                | Étiquette          | Qualité |
| ------------ | ------------- | --------------------------------------- | ------------------ | --- |
| 1833         | 1836          | Jean Antoine Delacour                   |                    | Ancien notaire, propriétaire à Pontoise |
| 1836         | 1842          | François-Alexandre Touchard (1801-1875) |                    | Notaire Maire de Pontoise (1843 → 1846) |
| 1842         | 1852          | Louis-Athanase Rendu                    | Droite             | Baron Ancien procureur général de la Cour des comptes, maire d'Ennery |
| 1852         | 1863          | Armand Soret de Boisbrunet              |                    | Président du Tribunal civil de Pontoise Décédé en fonction |
| 1863         | 1864          | Ambroise Rendu                          | Droite             | Juriconsulte, avocat au Conseil d’État et à la Cour de vassation Propriétaire à Labbéville Décédé en fonction |
| 1864         | 1877          | Eugène Rendu                            | Droite             | Inspecteur général de l'Instruction publique, frère du précédent Député de Seine-et-Oise (1876 → 1877) Conseiller municipal de Maurecourt                                                                                           |
| 1877         | 1888          | Charles Vasserot                        | Républicain        | Avocat, Conseiller référendaire à la Cour des comptes (France) Conseiller municipal de Poissy Décédé en fonction |
| 1888         | 1889          | Ambroise Rendu                          | Droite boulangiste | Avocat à la Cour d'appel de Paris, maire de Labbéville |
| 1889         | 1889          | Charles-Arthur Billoin (1835-1889)      | Républicain        | Propriétaire Maire de Pontoise (1884 → 1889) Décédé en fonction |
| 1890         | 1938          | Honoré Cornudet des Chaumettes          | URD                | Vicomte Député de Seine-et-Oise (1898 → 1924) Sénateur de Seine-et-Oise(1924 → 1936) Propriétaire avenue Henri-Martin puis rue de Berri à Paris Maire de Neuville (1888 → 1938) Décédé en fonction                                  |
| 1938         | 1940          | Jean-Baptiste Debrie (1892-1980)        | PSF                | Avocat à Pontoise |
|              |               |                                         |                    | |
| 1945         | 1976          | Adolphe Chauvin                         | MRP puis CD        | Professeur d'anglais Sénateur de Seine-et-Oise puis du Val-d'Oise(1959 → 1986) Maire de Pontoise (1953 → 1977) Président du conseil général de Seine-et-Oise (1964 → 1967) Président du conseil général du Val-d'Oise (1968 → 1976) |
| 1976         | 1982          | Marie-France Lecuir                     | PS                 | Professeure Députée du Val-d'Oise (1981 → 1993) |
| 1982         | 1988          | Jean-Philippe Lachenaud                 | UDF-PR             | Conseiller maître à la Cour des comptes Député du Val-d'Oise (1986 → 1992) Maire de Pontoise (1977 → 1989) Démissionnaire |
| 1988         | 1989          | Philippe Hémet                          | UDF                | Assureur |
| 1989         | 1994          | Jean-Philippe Lachenaud                 | UDF                | Conseille[Quand ?]r maître à la Cour des comptes Président du conseil général du Val-d'Oise (1989 → 1997) Adjoint au Maire de Pontoise Conseiller régional Élu en 1994 dans le Canton de Saint-Leu-la-Forêt                         |
| 1994         | novembre 2000 | Philippe Hémet                          | UDF-CDS            | Assureur Maire de Pontoise (1989-1995) Décédé en fonction |
| janvier 2000 | mars 2001     | Philippe Houillon                       | DL                 | Avocat, ancien bâtonnier de l'Ordre Député du Val-d'Oise (1re circ.) (1993 → 2017) Maire de Pontoise (2001 → 2020) |
| 2001         | 2015          | Gérard Seimbille                        | DVD puis UMP       | Premier maire-adjoint de Pontoise |

### Conseillers d'arrondissement (de 1833 à 1940)
Les conseils d'arrondissement ont été suspendus par la loi du 12 octobre 1940 prise par le Gouvernement de Vichy  et n'ont jamais été réactivés
Le canton de Pontoise avait deux conseillers d'arrondissement.
| Période                                  | Période      | Identité                                       | Étiquette | Qualité                                                                                             |
| ---------------------------------------- | ------------ | ---------------------------------------------- | --------- | --------------------------------------------------------------------------------------------------- |
| Les données manquantes sont à compléter. |              |                                                |           | |
| 1833                                     | 1861         | Hippolyte Martel (1782-1863)                   |           | Huissier audiencier près le Tribunal de première instance, propriétaire à Pontoise                  |
| 1833                                     | 18..         | Victor Bernard Stanislas Thomassin (1786-1868) |           | Cultivateur, maire de Puiseux                                                                       |
|                                          |              |                                                |           | |
| 1861                                     | 1866 (décès) | Auguste Lointier (1809-1866)                   |           | Avoué, maire de Pontoise (1860-1865)                                                                |
| 1867                                     | 1880         | Pierre-Ernest Seré-Depoin (1824-1901)          |           | Banquier, maire de Pontoise (1865-1871)                                                             |
| 1880                                     | 1898         | Marin-Prosper Richomme (1812-1901)             |           | Maire de Pontoise (1881-1884 et 1890-1892), Président du Conseil d'arrondissement                   |
| 1898                                     | 1919         | Albert Dubray                                  |           | Maire de Boissy-l'Aillerie, ancien Président du Tribunal de commerce                                |
| 1919                                     | 1936 (décès) | Pierre Godet                                   | Rad.ind.  | Propriétaire, marchand de bois, maire de Saint-Ouen-l'Aumône, Président du Conseil d'arrondissement |
| 8 mars 1936                              | 1940         | M. Bournisien                                  | Rad.ind   | Adjoint au maire de Pontoise                                                                        |

### Conseillers départementaux à partir de 2015
| Période élective | Période élective | Mandat | Mandat   | Identité         | Nuance | Nuance             | Qualité |
| ---------------- | ---------------- | ------ | -------- | ---------------- | ------ | ------------------ | --- |
| 2015             | 2021             | 2015   | 2021     | Sophie Borgeon   |        | LR                 | Première adjointe au Maire d'Haravilliers |
| 2015             | 2021             | 2015   | 2021     | Gérard Seimbille |        | LR                 | Chef d'entreprise dans le secteur du tourisme et des transports Premier adjoint au Maire de Pontoise 5ème Vice-Président du Conseil départemental délégué aux Finances et à l'Administration générale, à l'Innovation et à l'Évaluation des Politiques Publiques départementales |
| 2021             | 2028             | 2021   | en cours | Paul Dubray      |        | Union de la droite | Agriculteur Maire-adjoint de Boissy-l'Aillerie |
| 2021             | 2028             | 2021   | en cours | Anne Fromenteil  |        | Union de la droite | Première maire-adjointe de Pontoise |

### Résultats détaillés

#### Élections de mars 2015
À l'issue du 1er tour des élections départementales de 2015, deux binômes sont en ballottage : Sophie Borgeon et Gérard Seimbille (UMP, 37,29 %) et Marie Bidault et Richard Passard (FN, 27,45 %). Le taux de participation est de 44,79 % (14 847 votants sur 33 150 inscrits) contre 40,49 % au niveau départemental et 50,17 % au niveau national.
Au second tour, Sophie Borgeon et Gérard Seimbille (UMP) sont élus avec 68,82 % des suffrages exprimés et un taux de participation de 44,04 % (9 013 voix pour 14 599 votants et 33 150 inscrits).

#### Élections de juin 2021
Le premier tour des élections départementales de 2021 est marqué par un très faible taux de participation (33,26 % au niveau national). Dans le canton de Pontoise, ce taux de participation est de 32,07 % (10 668 votants sur 33 263 inscrits) contre 26,57 % au niveau départemental. À l'issue de ce premier tour, deux binômes sont en ballottage : Paul Dubray et Anne Fromenteil (Union à droite, 32,61 %) et Christian Barbarit et Stéphanie Henry (RN, 20,73 %).
Le second tour des élections est marqué une nouvelle fois par une abstention massive équivalente au premier tour. Les taux de participation sont de 34,36 % au niveau national, 28,57 % dans le département et 34,24 % dans le canton de Pontoise. Paul Dubray et Anne Fromenteil (Union à droite) sont élus avec 75,11 % des suffrages exprimés (7 707 voix pour 11 392 votants et 33 272 inscrits),,,.

## Composition

### Composition avant 1967 (département deSeine-et-Oise)
Le canton de Pontoise était composé des communes de :
Auvers-sur-Oise, Boisemont, Boissy-l'Aillerie, Cergy, Courdimanche, Ennery, Éragny, Génicourt, Jouy-le-Moutier, Menucourt, Neuville-sur-Oise, Osny, Pierrelaye, Pontoise, Puiseux-Pontoise, Vauréal.

### 1976
Création du canton d'Osny, du canton de Cergy et du canton de la Vallée du Sausseron.

### Composition de 1976 à 2015
Le canton de Pontoise est composé de la seule commune de Pontoise avant 2015.

### Composition depuis 2015
Le nouveau canton de Pontoise comprend désormais 32 communes entières.
| Nom                              | Code Insee | Intercommunalité              | Superficie (km2) | Population (dernière pop. légale) | Densité (hab./km2) | Modifier                                    |
| -------------------------------- | ---------- | ----------------------------- | ---------------- | --------------------------------- | ------------------ | ------------------------------------------- |
| Pontoise (bureau centralisateur) | 95500      | CA de Cergy-Pontoise          | 7,15             | 31 623 (2022)                     | 4 423              | modifier les données · modifier les données |
| Ableiges                         | 95002      | CC Vexin Centre               | 8,03             | 1 109 (2022)                      | 138                | modifier les données · modifier les données |
| Arronville                       | 95023      | CC Sausseron Impressionnistes | 15,85            | 619 (2022)                        | 39                 | modifier les données · modifier les données |
| Le Bellay-en-Vexin               | 95054      | CC Vexin Centre               | 5,02             | 219 (2022)                        | 44                 | modifier les données · modifier les données |
| Berville                         | 95059      | CC Vexin Centre               | 8,51             | 370 (2022)                        | 43                 | modifier les données · modifier les données |
| Boissy-l'Aillerie                | 95078      | CC Vexin Centre               | 6,53             | 2 114 (2022)                      | 324                | modifier les données · modifier les données |
| Bréançon                         | 95102      | CC Vexin Centre               | 10,61            | 425 (2022)                        | 40                 | modifier les données · modifier les données |
| Brignancourt                     | 95110      | CC Vexin Centre               | 3,06             | 243 (2022)                        | 79                 | modifier les données · modifier les données |
| Chars                            | 95142      | CC Vexin Centre               | 16,71            | 2 017 (2022)                      | 121                | modifier les données · modifier les données |
| Commeny                          | 95169      | CC Vexin Centre               | 5,49             | 648 (2022)                        | 118                | modifier les données · modifier les données |
| Cormeilles-en-Vexin              | 95177      | CC Vexin Centre               | 9,56             | 1 294 (2022)                      | 135                | modifier les données · modifier les données |
| Courcelles-sur-Viosne            | 95181      | CC Vexin Centre               | 3,61             | 307 (2022)                        | 85                 | modifier les données · modifier les données |
| Ennery                           | 95211      | CC Sausseron Impressionnistes | 7,43             | 2 313 (2022)                      | 311                | modifier les données · modifier les données |
| Épiais-Rhus                      | 95213      | CC Sausseron Impressionnistes | 10,46            | 607 (2022)                        | 58                 | modifier les données · modifier les données |
| Frémécourt                       | 95254      | CC Vexin Centre               | 4,28             | 535 (2022)                        | 125                | modifier les données · modifier les données |
| Génicourt                        | 95271      | CC Sausseron Impressionnistes | 6,44             | 515 (2022)                        | 80                 | modifier les données · modifier les données |
| Grisy-les-Plâtres                | 95287      | CC Vexin Centre               | 7,15             | 706 (2022)                        | 99                 | modifier les données · modifier les données |
| Haravilliers                     | 95298      | CC Vexin Centre               | 10,90            | 582 (2022)                        | 53                 | modifier les données · modifier les données |
| Le Heaulme                       | 95303      | CC Vexin Centre               | 1,96             | 206 (2022)                        | 105                | modifier les données · modifier les données |
| Livilliers                       | 95341      | CC Sausseron Impressionnistes | 6,53             | 386 (2022)                        | 59                 | modifier les données · modifier les données |
| Marines                          | 95370      | CC Vexin Centre               | 8,26             | 3 508 (2022)                      | 425                | modifier les données · modifier les données |
| Menouville                       | 95387      | CC Sausseron Impressionnistes | 2,78             | 62 (2022)                         | 22                 | modifier les données · modifier les données |
| Montgeroult                      | 95422      | CC Vexin Centre               | 4,97             | 350 (2022)                        | 70                 | modifier les données · modifier les données |
| Moussy                           | 95438      | CC Vexin Centre               | 4,75             | 111 (2022)                        | 23                 | modifier les données · modifier les données |
| Neuilly-en-Vexin                 | 95447      | CC Vexin Centre               | 2,96             | 238 (2022)                        | 80                 | modifier les données · modifier les données |
| Nucourt                          | 95459      | CC Vexin Centre               | 7,65             | 719 (2022)                        | 94                 | modifier les données · modifier les données |
| Le Perchay                       | 95483      | CC Vexin Centre               | 5,46             | 513 (2022)                        | 94                 | modifier les données · modifier les données |
| Santeuil                         | 95584      | CC Vexin Centre               | 5,34             | 660 (2022)                        | 124                | modifier les données · modifier les données |
| Theuville                        | 95611      | CC Vexin Centre               | 4,97             | 53 (2022)                         | 11                 | modifier les données · modifier les données |
| Us                               | 95625      | CC Vexin Centre               | 10,98            | 1 331 (2022)                      | 121                | modifier les données · modifier les données |
| Vallangoujard                    | 95627      | CC Sausseron Impressionnistes | 7,60             | 616 (2022)                        | 81                 | modifier les données · modifier les données |
| Canton de Pontoise               | 9516       |                               | 221,00           | 54 999 (2022)                     | 249                | modifier les données                        |

## Démographie

### Démographie avant 2015
| 1962   | 1968   | 1975   | 1982   | 1990   | 1999   | 2006   | 2011   | 2012   |
| ------ | ------ | ------ | ------ | ------ | ------ | ------ | ------ | ------ |
| 15 240 | 16 827 | 26 029 | 26 795 | 27 166 | 27 494 | 28 674 | 29 885 | 30 164 |

### Démographie depuis 2015
En 2022, le canton comptait 54 999 habitants, en évolution de +1,74 % par rapport à 2016 (Val-d'Oise : +4 %, France hors Mayotte : +2,11 %).
| 2013   | 2018   | 2022   |
| ------ | ------ | ------ |
| 52 586 | 54 683 | 54 999 |